# Lucy Gwynne Branham
Pour les articles homonymes, voir Branham.
Lucy Gwynne Branham (29 avril 1892 - 18 juillet 1966) est une suffragette américaine associée au National Women's Party. 

## Biographie
Branham naît le 29 avril 1892 à Kempsville, Virginie et grandit à Baltimore, Maryland. Sa mère Lucy Fisher Gwynne Branham est également une suffragette (elles militeront ensemble) et son père Dr. John W. Branham est médecin auprès de l'U.S. Marine-Hospital Service. 

### Éducation
Elle obtient son diplôme en histoire au Washington College, Maryland, sa maîtrise à l'Université Johns Hopkins et entame un doctorat à Columbia University sous la direction de Charles A. Beard. Elle enseigne en Floride, lorsqu'elle sauve Dema T. Nelson d'une noyade dans l'océan en 1915. Elle reçoit une médaille Carnegie Hero pour ce sauvetage,.  
À l'Université Columbia, selon les mots de l'historienne Julia L. Mickenberg, Branham « passe du milieu universitaire au militantisme, devenant une organisatrice de terrain pour le National Women's Party (NWP) ». L'historienne Katherine AS Siegel note également qu'« en 1916, Branham met ses études de côté pour commencer à travailler au sein du NWP ». Siegel écrit que Branham « travaille sans relâche pour le suffrage et, quand elle le peut, sur les lectures que Beard lui a assignées ».  
Branham commence à enseigner l'histoire dans le programme d'éducation pour adultes de Columbia à l'automne 1920, puis elle part pendant un an en Russie comme représentante du New York Herald - Armand Hammer rencontré là-bas la décrit comme la « professeure d'histoire suffragette ». Bien que la thèse sur laquelle elle travaille The History of Labor and Politics in New York (L'histoire du travail et de la politique à New York) soit répertoriée comme « en cours » avec une date d'achèvement prévue en 1922,  Columbia University « n'a aucune trace que Branham l'ait jamais terminée pour obtenir son Doctorat »,. Sa thèse de maîtrise à Johns-Hopkins, An Outline of the Political History of Georgia, During the Revolutionary War (Un aperçu de l'histoire politique de la Géorgie, pendant la guerre d'indépendance) est la seule thèse ou dissertation répertoriée sous son nom dans la base WorldCat, ce qui tend à démontrer que Branham doit avoir été All but dissertation (ABD) et n'a jamais terminé son doctorat, se concentrant sur le militantisme plutôt que sur le travail universitaire. 

### Militantisme
Alice Paul crée en 1913 le Congressional Union for Woman Suffrage (CU) qui publie le magazine The Suffragist destiné à soutenir le vote des femmes. Branham y rédige des articles,. Pour les élections de 1916, Branham est l'organisatrice du National Women's Party (NWP - Parti national des femmes, une émanation du CU) dans l'Utah. En septembre de l'année suivante, elle est arrêtée pour avoir tenu un piquet de grève devant la Maison-Blanche dans le cadre des Silent Sentinels, une campagne du NWP pour le suffrage féminin. Elle purge deux mois de prison dans l'Occoquan Workhouse (nommée ensuite Lorton Reformatory, ou Lorton Correctional Complex) et la prison du district,.  

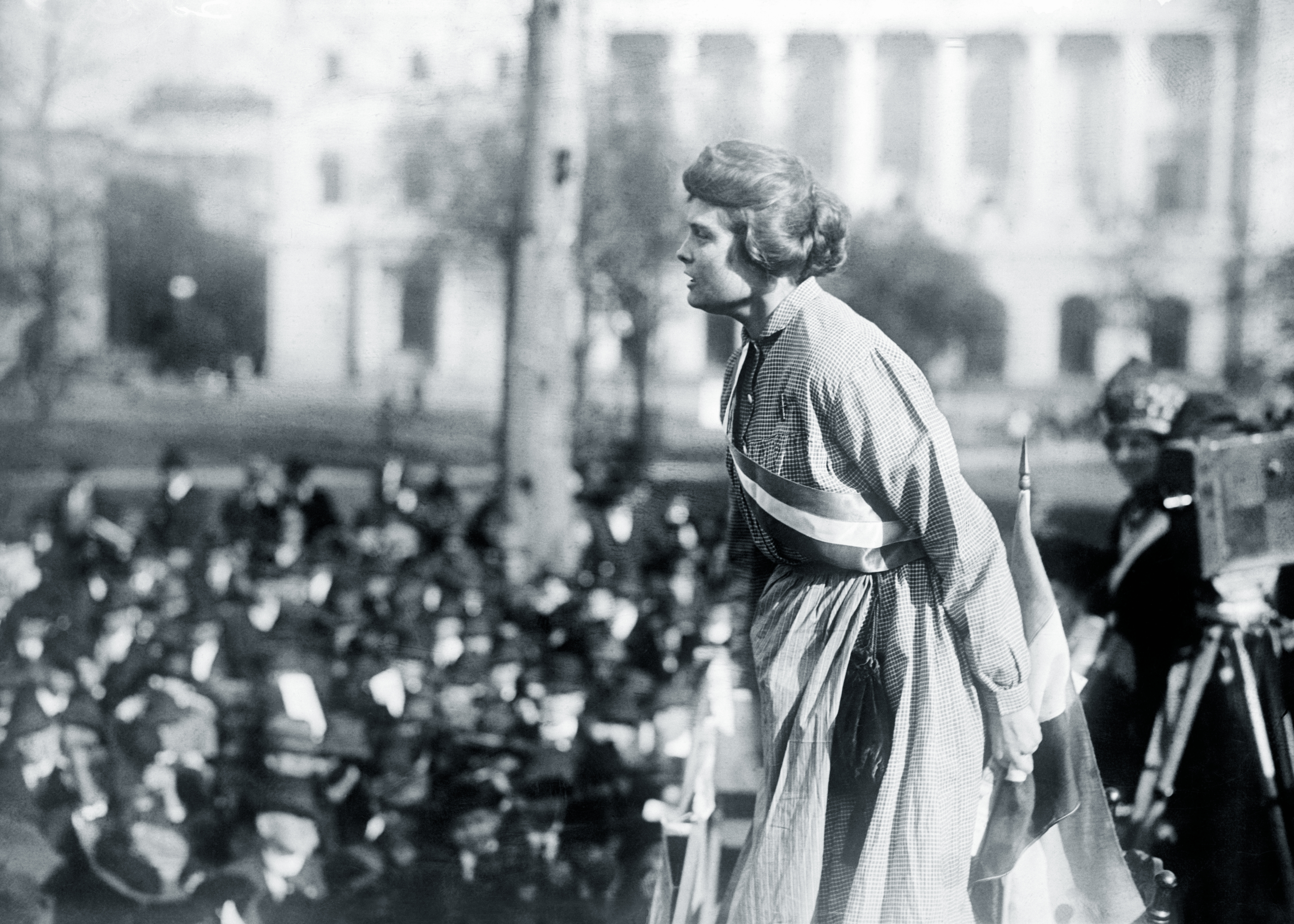
Branham s'exprimant à un arrêt de la tournée Prison spéciale

En 1918, Branham fait pression en Géorgie, au Tennessee et en Alabama pour un amendement fédéral au Sénat qui légaliserait le suffrage des femmes. Elle voyage à travers l'Amérique avec deux douzaines de femmes qui parlent de leurs expériences en prison, dans le cadre de la tournée « Prison Special » du NWP en 1919,. Elles prononcent leurs discours en robe de prisonnières et distribuent des tracts.  

### Militantisme des deux Lucy
La mère de Branham, Lucy Fisher Gwynne Branham, est également suffragette,. Elle participe avec sa fille, la seconde Lucy Branham, aux démonstrations de « Watch Fire », devant la Maison-Blanche et sur Lafayette Square en janvier 1919. Cela consiste à brûler dans une urne des copies des discours du président Woodrow Wilson pour protester en faveur du suffrage des femmes,. Lucy Fisher est arrêtée passe trois jours dans la prison du district.   

### Autres engagements associatifs
Après l'obtention du suffrage féminin en 1920, elle dirige le comité du Fonds commémoratif Inez Milholland, destiné à collecter une dotation permanente pour le NWP. Branham travaille pour les secours russes avec l'American Women's Emergency Committee et fait pression sur le Congrès contre le blocus de la Russie par les alliés. Elle travaille avec l'American Friends Service Committee pour la promotion de la paix, des droits de l'homme et l'abolition de la peine de mort. Elle s'engage comme secrétaire de terrain pour les fermes de reconstruction russes, dirige le Comité des femmes pour la reconnaissance de la Russie, qui relève de la Ligue internationale des femmes pour la paix et la liberté. Elle est secrétaire exécutive de l'American Society for Cultural Relations with Russia. Elle travaille aussi avec le World Woman's Party à Genève et fait du lobbying auprès de la Société des Nations sur les questions d'égalité des droits.  À la fin des années 1950, elle vit à Sewall – Belmont House et siège au comité du Congrès du NWP pour faire pression en faveur de l'Equal Rights Amendment qui « visait à garantir que l'égalité des droits entre les sexes ne pouvait être remise en cause par aucune législation fédérale, étatique ou locale ». En 2020, cet amendement n'est toujours pas voté.   

## Voir également
- Liste de suffragistes et suffragettes
- Liste de personnes militant pour le droit des femmes